# Синелобая аратинга
Синелобая аратинга (лат. Aratinga acuticaudata) — птица семейства попугаевых.

## Внешний вид
Длина тела 35—37 см; вес — 140—190 г. Оперение зелёное. Щёки, лоб, темя, а также область около ушей и вокруг глаз синего цвета. Внутренняя сторона боковых рулевых перьев имеет кроваво-красную окраску с коричневым оттенком. Маховые перья на конце чёрные. Клюв светлый с чёрным кончиком на подклювье. Лапы розово-бурые.

## Распространение
Обитают на востоке Боливии и Колумбии, севере Аргентины, в Парагвае, Венесуэле и Уругвае.

## Образ жизни
Населяют поля, лесные опушки, и полузасушливые области.

## Содержание
Эти интеллектуальные, очень подвижные птицы, пользуются популярностью у любителей природы. Они относительно хорошо для аратинг воспроизводят человеческую речь.

## Классификация
Вид включает в себя 5 подвидов.
- Aratinga acuticaudata acuticaudata (Vieillot, 1818)
- Aratinga acuticaudata haemorrhous Spix, 1824
- Aratinga acuticaudata koenigi Arndt, 1995
- Aratinga acuticaudata neoxena (Cory, 1909)
- Aratinga acuticaudata neumanni Blake & Traylor, 1947

## В искусстве
Аратинги самец по имени Поли (в оригинале Paulie) и самка по имени Лу являются главными героями фильма «Поли», выпущенного в 1998 году киностудией DreamWorks.